# Jay McInerney
Jay McInerney, celým jménem John Barrett McInerney Jr. (* 13. ledna 1955 Hartford, Connecticut) je americký spisovatel. Je autorem osmi románů, z nichž Zářivá světla velkoměsta, Ransom, To už je život a Modelové chování byly přeloženy do češtiny. Je též autorem několika povídkových knih a dvou knih o víně. Napsal scénář pro stejnojmennou filmovou adaptaci románu Zářivá světla velkoměsta a je spoluautorem scénáře televizního filmu Gia o životě americké supermodelky, v němž hlavní roli ztvárnila Angelina Jolie. Pravidelně také přispívá do New York Magazine, Guardian Weekly a do Corriere Della Serra.
V 80. letech ho jeden kritik označil za „kokainového prozaika“. Mc Inerney ve svých novelách popisuje šílený svět newyorských nočních klubů té doby s řadou odkazů právě na „bílý prášek“.

## Životopis
Jay McInerney se narodil v Hartfordu v Connecticutu. Jeho otec byl viceprezidentem obchodní společnosti, matka v domácnosti. Část svého dětství strávil v Evropě. Již v mládí se rozhodl, že stane spisovatelem. V roce 1976, po ukončení humanitních studií na prestižní škole Williams College v Massachusetts, nakrátko zakotvil v časopise New Yorker. (Jeho hrdina v Zářivých světlech velkoměsta má podobnou životní dráhu.) Jelikož však v psaní knihy nijak nepokročil, přestěhoval se z New Yorku do města Syracuse, aby na tamější univerzitě studoval tvůrčí psaní pod vedením romanopisce Raymonda Carvera.
Aby si vydělal na studia, pracoval jako příručí v obchodě s vínem. Tam získal první zkušenosti, jež později využil při psaní sloupků o víně pro časopis House & Garden.
Hned jeho první román Zářivá světla velkoměsta, který vyšel v roce 1984, mu získal slávu. Celkem se prodalo přes milion výtisků a kniha se dočkala i filmového zpracování. Po něm následovalo v rychlém sledu pět dalších románů Ransom, To už je život, Brightness Falls, The Last of the Savages a Modelové chování, z nichž u nás vyšly tři. Jeho román To už je život z roku 1988 „je svéráznou knihou už z toho důvodu, že ji sice napsal muž, ale v ich formě coby mladá, dvacetiletá dívka. V románu je zachycen a vylíčen New York konce 80. let, kdy toto velkoměsto dosáhlo téměř anarchického horečného stavu a šílenství. Každý se zde chová, jako by už nemělo být žádné zítra. Proud vyprávění Alison Pooleové je fascinujícím a zoufalým svědectvím mladé ženy, již prostředí New Yorku nutí k divokému způsobu života, po němž vnitřně tak úplně netouží“.

## Dílo

### Romány
- Zářivá světla velkoměsta (Bright Lights, Big City), 1984
- Ransom (Ransom), 1985
- To už je život (Story of My Life) 1988
- Brightness Falls, (1992)
- The Last of the Savages, 1997
- Modelové chování (Model Behavior), 1998
- How It Ended, 2001
- The Good Life, 2006

### Knižní vydání sloupků o víně
- Bacchus and Me: Adventures in the Wine Cellar, 2000
- A Hedonist in the Cellar: Adventures in Wine, 2006

### Film
- Scénář k filmové adaptaci románu Zářivá světla velkoměsta, 1988, režie James Bridges, v hlavních rolích Michael J. Fox, Kiefer Sutherland, Phoebe Cates
- Spoluautor scénáře televizního filmu Gia z roku 1998, režie Michael Cristofer, v hlavních rolích Angelina Jolie a Elizabeth Mitchell.

### Povídkové knihy
- The Last Bachelor, 2009
- How It Ended, 2009
- "Everything is Lost", 2009
- How It Ended: New and Collected Stories, 2009